# A ouvert aplati suscrit
 (mars 2024).
L’a ouvert aplati suscrit ‹ ◌ᷓ › est un signe diacritique de l’alphabet latin utilisé au Moyen Âge comme signe abbréviatif en latin ou d’autres langues. Il n’est pas à confondre avec le tilde ‹ ◌̃ › partegeant parfois sa forme, ni avec des signes diacritiques similaires comme l’accent circonflexe doublé ‹ ◌᪰ › ou l’oméga suscrit ‹ ◌᫇ ›.

## Utilisation

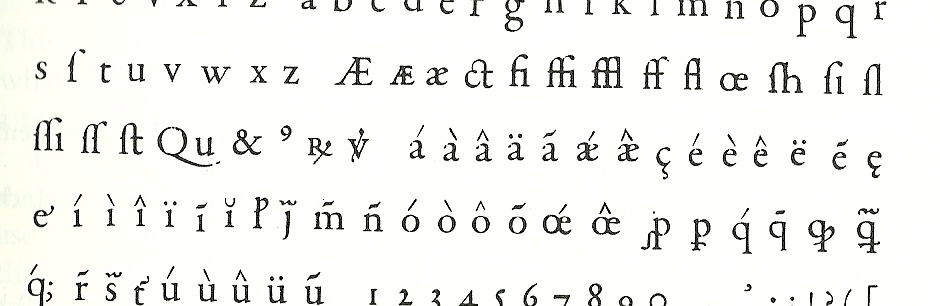
Caractères Garamond dont le jᷓ, ꝗᷓ, et sᷓ.
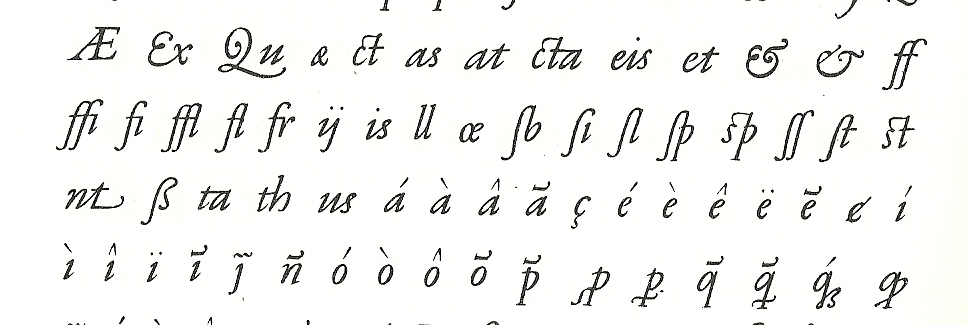
Caractères Granjon dont le jᷓ, mais le ꝗᷓ a plutôt la forme de ꝗ̃.
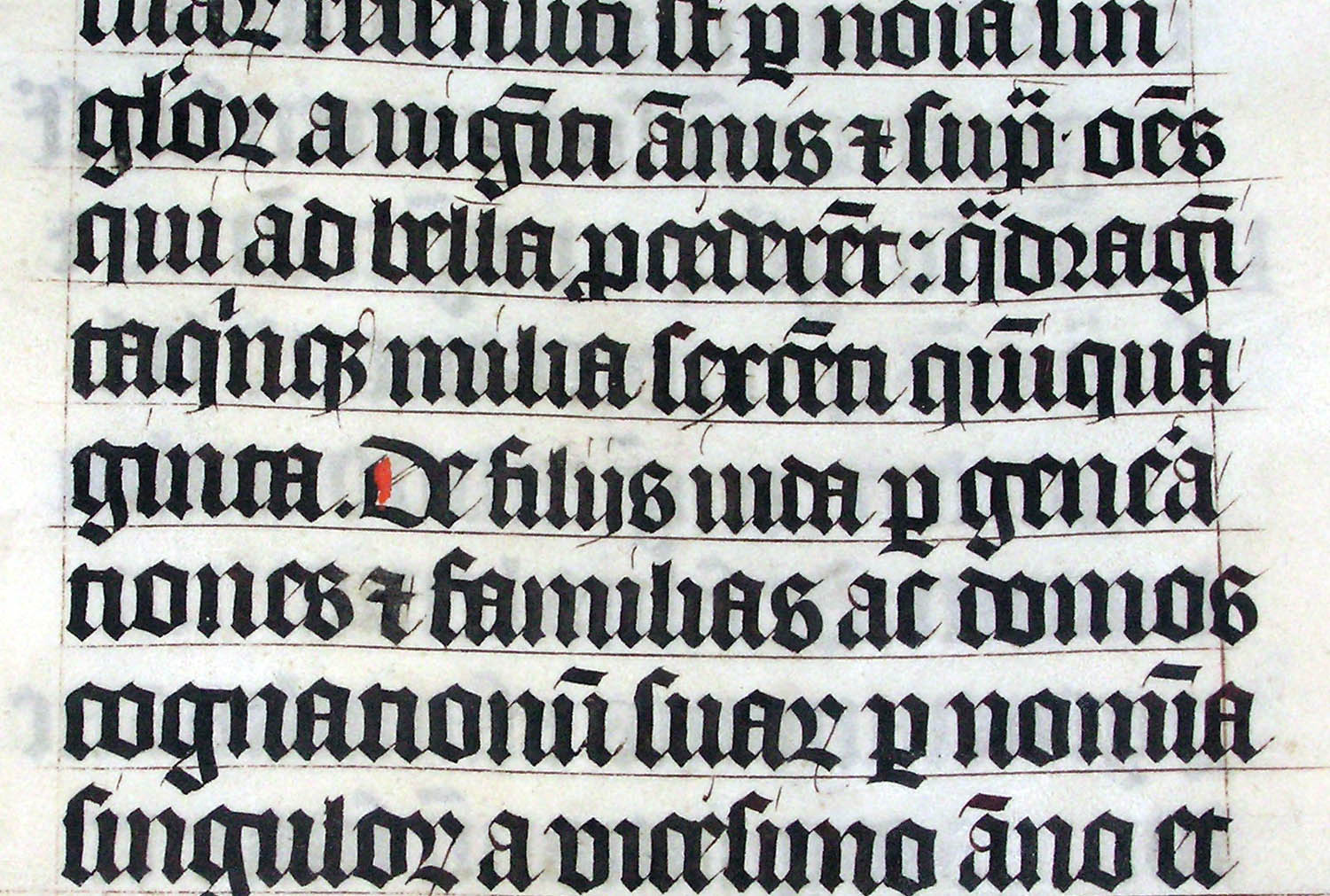
Fragment de la Bible de Malmesbury, avec les abbréviations ‹ ſup̃ › supra  sur la deuxième et ‹ qᷓdragĩnta › quadraginta  sur les troisième et quatrième lignes.